# 宮崎奈穂子
宮崎 奈穂子（みやざき なほこ、1986年4月10日 - ）は、日本の女性シンガーソングライター。東京都出身。2015年以降はフリーとして楽曲・CD制作やライブ活動、SNSによる弾き語り動画配信などで活動中。

## 概要
慶應義塾大学文学部在学中の2007年に、自主制作のCD『優しい青』でデビュー。路上ライブを週5日以上行い、約4年間で計80,000枚のCDを手売りした。
2010年に仲間と立ち上げた音楽事務所で「1年間でサポーター15,000人を集めたら、日本武道館で単独公演を行う」という目標を立て、356日目で達成。2012年11月2日に日本武道館での単独公演を行い、約6,000人の観客を前に13曲を披露した。
2012年12月より、一般募集したエピソードから1年間で365曲を作る「歌・こよみ365」という目標に挑戦し、2013年11月に達成。
タイアップとしてローソンのパスタブランドのテーマソングや、テレビ東京系「開運!なんでも鑑定団」のエンディングテーマ、映画「劇場版神戸在住」「やまない雨はない」の主題歌、コーポレートソングなどを手がけた。
2015年に所属事務所から独立。2015年8月、自身のYoutubeチャンネルを開設と同時に、弾き語り動画を毎日1曲、計745本配信する目標を立て、2年後の2017年8月に達成。
以降、ライブハウスやYoutubeチャンネルでの弾き語りライブ活動、TikTok、ツイキャスなどSNSでの動画配信、CD制作などの活動を続け現在に至る。

## 来歴
1986年、東京に生まれる。
幼いころから母親が聴く音楽や一緒に観ていた歌番組などの影響を受け、物心のついた頃にはテレビの世界の歌手に憧れを持つようになる。
同時に幼少期から始めたピアノや、小学校の時にアルトホルン、中学ではパーカッション、高校時代はクラシックギターと、常に音楽に接する中で成長してきた。
思春期の頃は外見にコンプレックスを抱くなど目立たない存在であったが、高校3年のときに文化祭のステージで歌を歌ったこと、そこで得た周囲の反響がきっかけとなり、歌うことを将来の仕事として真剣に考えることとなる。
慶應義塾女子高等学校を経て慶應義塾大学文学部に進学。
大学1年の春にバンドサークルK.B.R. Society the KALUA（通称、カルア）に入り、バンドと歌の練習を始める。
その後、歌手になる夢を諦めきれずに、2006年の大学2年よりボーカルスクールに通いながらデモCDをレコード会社に送ったり、コンペやオリジナル楽曲などで仮歌を入れるボーカリストを募集するmixiのコミュニティ「かりうた」に応募し、歌唱のレコーディングやライブのコーラスを担当するなど、学外での音楽活動を開始する。
大学3年生の2007年の夏、当時通っていたボーカルスクールの併設レーベル「シアーレーベル」よりCDリリースの話が持ち上がる。これを機に、大学卒業後は就職をせずに音楽の道に進む決意を両親に打ち明け、３年という期限で誓約書を交わして音楽への道に踏み出す。
同年10月、自身の作詞・作曲で1stシングル『優しい青』をリリースし、シンガーソングライターとしてデビュー。
デビュー後は路上ライブを音楽活動の場として首都圏を中心に週5日以上、また地方への遠征などを行いながら、路上で足を止めて聴いてくれた通行人に手売りにて約4年間で計80,000枚のCDを売り上げる。
2010年に仲間と立ち上げた音楽事務所で「1年間でサポーター15,000人を集めたら、日本武道館で単独公演を行う」という目標を立てて、356日目に達成。2012年11月2日、念願の日本武道館での単独公演を開催し約6,000人の観客を前に13曲を披露した。
2012年12月より、一般から募集したエピソードをもとに毎日1曲づつ1年間で365曲を作る「歌・こよみ365」という目標を掲げ、2013年11月に達成。代表作に、自身の道のりを綴った曲『路上から武道館へ』がある。
2010年頃からは店内放送やテレビ番組のエンディングテーマとして楽曲が採用されるなど、また商品ブランドのテーマソング、企業のイメージソング、社歌などの制作、映画の主題歌の制作などにも携わる（詳細は同ページ内の「タイアップ一覧」を参照）。
2015年に事務所から独立し、フリーとして活動を開始。以降、楽曲の制作を中心として、ライブハウスでのキーボード弾き語り定期公演やYoutubeなど動画配信サイトでの生配信・動画投稿などの音楽活動を行っている。また、音楽活動以外にも自身の経験をもとにした内容で大学や企業での講演活動などを行う。
2023年12月、オーディション番組「トロット・ガールズ・ジャパン」に参加。
2015年、東京マラソン2015にチャリティーランナーとして初参加。以降、2023年の同マラソン大会まで通算6回の出場を重ねる。

## 人物

### 人物と音楽活動についての評価
声質については「連日のライヴで深みを増したハイトーンの歌声」（ローソンHMV：松田純子）、「癒し系のとてもきれいな声」「居心地のいい歌声」(古知屋 2012)との評価がある。
楽曲については「柔らかな雰囲気をまといつつも、恋に仕事に生き方に、悩んで揺れ動く感情をリアルにつづった曲」（ローソンHMV：松田純子）、「誰もが感じる悲しみや寂しさや悩みを代弁してくれる、本当にリアルでまっすぐなメッセージが詰まっている」（ORICON STYLE：若松正子）などの評がある。
自身では、特別美人でもなく、イベントなどではスタッフに間違われるほどオーラがなく、ファンの人には声が綺麗で癒されると言われるものの歌手としては特別歌が上手いというわけでもなく、「美人で、華があって、歌がうまい」という一般的な歌手のイメージとは違う、いたって普通の女の子というものであると自己評価している。しかしそれ故に劣等感を補う努力ができたとも述べている。
音楽活動に対しては「こんなに大変なのに笑顔でキラキラしている。頑張っているのを見ると自分もがんばらないとって思う。」「自分は夢がかなわず、やりたいことがわからなくなった。彼女は夢を目指し続けていてすごい。よく実現したなと共感した。」(中村 2012a)という一般男性からの意見や、「不景気の影響からか人もなんだか小さくまとまりがちな昨今、彼女の姿に共感したり、励まされる人が多いのかもしれない」(古知屋 2012)などの評価がある。『ななつの星に願いを込めて〜北海道米応援のうた〜』の制作を依頼したJAきたそらちの星野忠雄米穀部長は、夢に向かってひたむきに努力する姿を観て、低かった評価を地道な努力の積み重ねで高めてきた北海道米の生産者の歩みに重ね合わせ、生産者の苦労にも触れた北海道米を応援する楽曲の依頼を決めた。

## 年表

### 2005年
- 大学1年の春に慶應義塾大学文化団体連盟所属バンドサークルのK.B.R. Society the KALUA[26]（通称、カルア）に入り、バンドと歌の練習を始める。[1]

### 2006年
- ボーカルスクールに通いながら、作曲家がコンペに提出する曲に仮歌[注 1]を吹き込む仕事を募集していたmixiのコミュニティに応募。そのデモ音源がビクターのディレクターの目に止まり、秋山奈々専属で仮歌とコーラスを担当する歌手に起用される。[23][38][39]

### 2007年
- ボーカルスクールへ提出していたデモテープが、同スクール併設のレーベル「シアーレーベル」の担当者の目に止まり、同レーベルからCDを出すことが決まる。[1]
- 同年の夏、初めての路上ライブを渋谷駅前で行う。[19]
- 9月8日、東京・渋谷にあるライブハウス「SHIBUYA DESEO」にて開催されたライブ「SHEER　Label　9月レコ発ライブ！」のオープニングアクトとして出演。これが自身のシンガーソングライターとしての初ステージとなる。[40][41]
- 9月13日、東京・池袋西口を皮切りに、以降本格的に路上ライブを開始。[42]
- 10月5日、シアーレーベルより、自身が作詞・作曲した『優しい青』でデビュー[1]。同日、東京・渋谷にあるライブハウス「SHIBUYA DESEO」にて行われた「SHEER Label 10月リリースレコ発ライブ」のステージに立つ[43][44]。同CDを3か月で1500枚販売する目標のもと、路上ライブを再開。台風や大雨の日以外はほぼ毎日、夕方の5時から8時まで路上ライブを行う。1stシングルの売上目標は72日目の2008年1月10日に達成し[45]、自身の歌手としての希望を抱く。[23][46]

### 2008年
- 3月7日、2ndシングル「おやすみなさい。」をリリース。前作に続き3ヶ月で3000人に同CDを届けることを目標に路上ライブを再開したが、結果は2300枚で期間が終了。[45]
- 8月6日、3rdシングル「Hand Hug/3つの星～カヌチ挿入歌～」をリリース。再度3ヶ月で3000人に同CDを届けることを目標に路上ライブを開始。[45]
- 9月28日、東京都渋谷区にあるライブハウス「aube shibuya」にて開催された「Sheer Live ALL関東×9月リリースレコ発ライブ！」に出演。[45]

### 2010年
- 同年の春に、シアーレーベルで一緒に活動してきたプロデューサーやアーティストらと共に、設立メンバーの一人として新しい音楽事務所Birthday Eveを立ち上げ、シアーレーベルから移籍。[47][24][48]
- 5月、「武道館サポーターズファミリープロジェクト」を開始。同プロジェクトは所属事務所の企画であり、「1年間の路上ライブでサポーター15,000人を集めたら武道館で単独公演を行う」という内容で、活動資金はサポーター1人あたり3150円の会費を集め、武道館公演に充てるというものである。[47][23]

### 2011年
- 3月、「ローソンのパスタブランドのブランドソングを作ってほしい」という依頼を受け、タイアップ曲『ひげおじさんのパスタに会いに行こう』を制作[49][50]。プロモーションビデオも制作され同社の店内で流されたほか、同社のHPにも掲載された[51][49][52]。
- 7月1日、「武道館サポーターズファミリープロジェクト」の目標であるサポーター15,000人を達成。[53][54]

### 2012年
- 11月2日、日本武道館にて単独公演を開催。同日18時より小林奈々絵のパーソナリティによる特別番組『路上から武道館へ』がTOKYO FMで放送された[55]。19時に武道館公演が開演。約6,000人の観客を前に就職活動や夢をテーマとする全13曲を歌唱した。[3]
- 11月5日に日本テレビ系の情報番組『スッキリ!!』の中で、普段の路上ライブの様子や、武道館公演の舞台裏を収めたドキュメンタリーが放送された。同番組に自身も生出演し『路上から武道館へ』の弾き語りを披露した。[56][57][58]
- 12月24日、新しい目標「歌・こよみ365」を発表。武道館までの夢を支えてくれた人たちへの恩返しとして、１年を通して有名無名・職業性別・個人団体を問わず365組の人たちの人生のドラマをテーマにした365曲の歌を制作し、世の中に広めていくという挑戦である。その第1弾として、国民栄誉賞を受賞した女子レスリング選手の吉田沙保里に贈る歌『Passion Mission Action〜SAORIのように〜』を発表した。[59]

### 2013年
- 3月16日、NHKラジオ第1の番組『シゲゴリのwktkラヂオ学園』に出演。番組に出演していたリスナーの話に感銘を受け、リスナーに贈る歌『がんばる勇気』を急遽作成し、後日番組にてその楽曲が放送された[60][61][62]。
- 2013年7月上旬、きたそらち農業協同組合（JAきたそらち）とホクレン農業協同組合連合会からの依頼を受け、北海道米と稲作生産者への応援歌『ななつの星に願いを込めて〜北海道米応援のうた〜』を制作。かつて味が劣り「ヤッカイドウ米」と言われていたが、その後に美味しい米が次々と誕生した歴史を歌詞の中に盛り込み、日本一の産地を目指す意志を表現。10月26日の深川市で開かれた新米イベント『秋の味覚市&こめッち新米フェスタ』に招致され、深川の稲作生産者に直接歌いかけた[63][64][65][66][67]。
- 11月23日、「歌・こよみ365」の目標である365曲の楽曲が完成したことをSHIBUYA-AXで開催した自身のワンマンライブにて発表。同時に365曲を収録した限定版CDをリリースした。[68]

### 2014年
- 4月9日、ジェイロックへ移籍を発表[69][70]。
- 7月2日、初めてキー局で冠番組『宮崎奈穂子の言葉ドロップス』の放送を開始した。同日発売のミニアルバムの表題曲『なりたい自分になるまで』は、2014年7月の『文化放送プラスチューン』に選出された。[71][72]
- 10月14日、阪神・淡路大震災20周年･サンテレビジョン開局45周年記念作品『神戸在住』TV版・劇場版の主題歌『あのとき』を歌うことを発表した[73][74]。

### 2015年
- 1月18日、千葉マリンハーフマラソンに出場。自身のマラソン・デビューとなる。[75][76]
- 2月22日、東京マラソン2015にチャリティーランナーとして初参加。[31]
- 所属事務所ジェイロックから独立し、フリーで活動を開始。[1]
- 8月１日、自身の公式Youtubeチャンネル「宮崎奈穂子*745チャンネル*」を開設。1日1曲、ピアノ弾き語り演奏動画を中心に全745曲の配信を開始。[15]

### 2016年
- 2月28日、東京マラソン2016にチャリティランナーとしてフルマラソンに参加。4時間26分で完走した。[77][78]
- 3月20日、東京都江東区・夢の島競技場で開催されたラジオ放送局「TOKYO FM」主催の「TOKYO リレーマラソンフェスティバ ル 2016」に参加。同局の番組チーム「JOGLIS（SPO☆LOVE）」に加わり、1.3km×16周のリレーマラソンのアンカーを含め2周を走り切った。[79][80]
- 4月10日、東京・青山にあるライブハウス「月見ル君想フ」にて、ワンマンライブ「宮崎奈穂子&Band Birthday One Man Live＊」を開催。サポートバンドによる生演奏のもと、ゲストアーティストの楽曲やアンコール曲を含め計17曲を歌唱した。[81]

### 2017年
- 1月24日、ニッポン放送のラジオ番組「オールナイトニッポン」パーソナリティオーディションに応募[82]。同オーディションは放送開始50周年を迎えるにあたり新たな時代を担うパーソナリティ発掘を目的とした企画で、「LINE LIVE」のライブ配信機能を利用し３分間の「自己PRトーク動画」を作成してエントリーした。[83]
- 5月5日、アルバム「Milestone」発売を記念し、ライブツアーを実施。ツアー初日として東京港区にあるライブハウス「青山月見ル君想フ」にてワンマンライブを昼夜2公演開催した[84]。その後、同月14日に水戸[85]、同21日に名古屋（昼夜2公演）[86]にて開催された。[87]
- 8月14日、2015年8月1日から公式Youtubeチャンネル「宮崎奈穂子*745チャンネル*」[16]で開始した1日1曲ピアノ弾き語り演奏動画の全745曲の配信が完了。[15]

### 2018年
- 2月25日、東京マラソン2018にチャリティーランナーとしてフルマラソンに出場。3時間59分31秒で自身初の4時間を切って完走。[88][89][90]
- 6月20日、ビクターエンタテインメントよりメジャーデビューアルバム「To the beginning」をリリース。同アルバムは2007年のデビューシングル『優しい青』をリリース以降、ライブを中心に続けてきたシンガーソングライターとしての活動10周年を記念して企画されたもので、デビュー前に仮歌シンガーとして活動していた時代への原点回帰をテーマとして製作された。[91][92][93]
- 7月22日、東京都港区のライブハウス「赤坂グラフィティー」にて、『10周年「To the beginning」レコ発ワンマンライブ』を開催。[94][95]

### 2023年
- 12月、オーディション番組「トロット・ガールズ・ジャパン」に参加。[29][30]
- 12月21日、公式TikTokサイトを開設。[17]

### 2024年
- 5月11日、15枚目のアルバム「Circulation」をリリース。自身のECサイトにて販売を開始。[96]
- 7月1日、アルバム「Circulation」の一般店頭販売とサブスクリプション配信を開始。[97]
- 7月6日、アルバム「Circulation」発売を記念し、東京・代官山にあるライブハウス「晴れたら空に豆まいて」[98]にて、生バンド演奏によるワンマンライブを開催した。[99]　ライブの模様はYoutubeでも有料生配信された。[100]

### 2025年
- 3月2日、東京にて開催された「東京マラソン 2025」にチャリティーランナーとして出場。4時間12分18秒（ネットタイム、公式）で完走した[101]。「東京マラソン」は2015年の初出場から通算7回目となる。[102][103]
- 3月7日、youtubeにて公開されたJR赤穂線沿線地域ストーリー動画「赤穂線で、待っています」の主題歌として自身が作詞・作曲・歌唱した「またね」が起用された[104][105]。同動画はJR赤穂線の沿線自治体（瀬戸内市・備前市・赤穂市・相生市）、観光協会、JR西日本など17団体で構成されるJR赤穂線沿線地域活性化連絡会議が地域への誘客を図ることを目的に制作。「JR赤穂線を舞台にした長編映画があったら」というコンセプトをもとにストーリー仕立てのPR動画を企画し、映像制作は東映が担当[106]。楽曲「またね」を主題歌とする映画の予告編を想定した３分[107][108]および30秒動画[109]として兵庫県および岡山県の公式youtubeチャンネル、その他関連団体のyoutubeチャンネル[110]上で公開された。[111][112][113][114][115]

## ディスコグラフィー
本項目は、原則として流通で販売がされた実績があるか、または(宮崎 2012b, pp. 147–150)に収録されているタイトルを記す。
他に路上ライブ・イベント・所属事務所の直販でのみ販売されたタイトルや、特定顧客向けに販売されたタイトルが多数ある。『歌・こよみ365』の楽曲の多くが該当する。

### シングル
| #  | 発売日          | 曲順 | タイトル                                                | 作詞                         | 作曲       | 編曲         | レーベル             | 規格品番   |
| -- | --------------- | ---- | ------------------------------------------------------- | ---------------------------- | ---------- | ------------ | -------------------- | ---------- |
| 1  | 2007年 10月5日  | 01   | 優しい青                                                | 宮崎奈穂子                   | 宮崎奈穂子 |              | SHEER MUSIC          | SLCO-032   |
| 1  | 2007年 10月5日  | 02   | あなたと                                                | 宮崎奈穂子                   | 宮崎奈穂子 |              | SHEER MUSIC          | SLCO-032   |
| 1  | 2007年 10月5日  | 03   | 沈黙の夜                                                | 宮崎奈穂子                   | 宮崎奈穂子 |              | SHEER MUSIC          | SLCO-032   |
| 1  | 2007年 10月5日  | 04   | たんぽぽ                                                | 宮崎奈穂子                   | 宮崎奈穂子 |              | SHEER MUSIC          | SLCO-032   |
| 1  | 2007年 10月5日  | 05   | 優しい青（アコースティック）                            | 宮崎奈穂子                   | 宮崎奈穂子 |              | SHEER MUSIC          | SLCO-032   |
| 1  | 2007年 10月5日  | 06   | あなたと（アコースティック）                            | 宮崎奈穂子                   | 宮崎奈穂子 |              | SHEER MUSIC          | SLCO-032   |
| 2  | 2008年 3月7日   | 01   | おやすみなさい。                                        | 宮崎奈穂子                   | 宮崎奈穂子 |              | SHEER MUSIC          | SLCI-039   |
| 2  | 2008年 3月7日   | 02   | ステラ                                                  | 宮崎奈穂子                   | 宮崎奈穂子 |              | SHEER MUSIC          | SLCI-039   |
| 2  | 2008年 3月7日   | 03   | 若葉の頃                                                | 宮崎奈穂子                   | 宮崎奈穂子 |              | SHEER MUSIC          | SLCI-039   |
| 2  | 2008年 3月7日   | 04   | 息を吸うように                                          | 宮崎奈穂子                   | 宮崎奈穂子 |              | SHEER MUSIC          | SLCI-039   |
| 2  | 2008年 3月7日   | 05   | おやすみなさい。（アコースティック）                    | 宮崎奈穂子                   | 宮崎奈穂子 |              | SHEER MUSIC          | SLCI-039   |
| 2  | 2008年 3月7日   | 06   | ステラ（アコースティック）                              | 宮崎奈穂子                   | 宮崎奈穂子 |              | SHEER MUSIC          | SLCI-039   |
| 3  | 2008年 8月13日  | 01   | Hand Hug                                                | 宮崎奈穂子                   | 宮崎奈穂子 |              | SHEER MUSIC          | SLCI-053   |
| 3  | 2008年 8月13日  | 02   | 3つの星～「カヌチ 白き翼の章」挿入歌～ （※1）           | 宮崎奈穂子                   | 宮崎奈穂子 |              | SHEER MUSIC          | SLCI-053   |
| 3  | 2008年 8月13日  | 03   | 今夜の風に乗って                                        | 宮崎奈穂子                   | 宮崎奈穂子 |              | SHEER MUSIC          | SLCI-053   |
| 3  | 2008年 8月13日  | 04   | オレンジ                                                | 宮崎奈穂子                   | 宮崎奈穂子 |              | SHEER MUSIC          | SLCI-053   |
| 3  | 2008年 8月13日  | 05   | Hand Hug～Acoutic Version～                             | 宮崎奈穂子                   | 宮崎奈穂子 |              | SHEER MUSIC          | SLCI-053   |
| 3  | 2008年 8月13日  | 06   | 3つの星～「カヌチ 白き翼の章」挿入歌～Acoutic Version～ | 宮崎奈穂子                   | 宮崎奈穂子 |              | SHEER MUSIC          | SLCI-053   |
| 4  | 2009年 5月20日  | 01   | さよならしなきゃ                                        | 宮崎奈穂子                   | 宮崎奈穂子 |              | SHEER MUSIC          | SHCL-089   |
| 4  | 2009年 5月20日  | 02   | がんばれっ！ニッポンの女の子っ！                        | 宮崎奈穂子                   | 宮崎奈穂子 |              | SHEER MUSIC          | SHCL-089   |
| 4  | 2009年 5月20日  | 03   | 路地裏                                                  | 宮崎奈穂子                   | 宮崎奈穂子 |              | SHEER MUSIC          | SHCL-089   |
| 5  | 2009年 11月18日 | 01   | 未来人 (feat.水谷 学司)                                 | 宮崎奈穂子 水谷学司 立石賢司 | 立石賢司   |              | SHEER MUSIC          | SHCL-100   |
| 5  | 2009年 11月18日 | 02   | ニョビニョビたいそう (feat.大塚れな)                    | 宮崎奈穂子                   | 宮崎奈穂子 |              | SHEER MUSIC          | SHCL-100   |
| 5  | 2009年 11月18日 | 03   | 私の中の私                                              | 宮崎奈穂子 立石賢司          | 立石賢司   |              | SHEER MUSIC          | SHCL-100   |
| 6  | 2010年 3月31日  | 01   | 仕事と結婚と私                                          | 宮崎奈穂子 立石賢司          | 立石賢司   |              | BIRTHDAY EVE INC.    | BEPR-002   |
| 6  | 2010年 3月31日  | 02   | ジャンケンポイ                                          | 宮崎奈穂子 立石賢司          | 立石賢司   |              | BIRTHDAY EVE INC.    | BEPR-002   |
| 6  | 2010年 3月31日  | 03   | あなたに会いに行かなくちゃ                              | 宮崎奈穂子 立石賢司          | 立石賢司   |              | BIRTHDAY EVE INC.    | BEPR-002   |
| 7  | 2011年 12月24日 | 01   | ねぇ…                                                   | 立石賢司                     | 立石賢司   | 明石昌夫     | BIRTHDAY EVE INC.    | BEPR-040   |
| 7  | 2011年 12月24日 | 02   | 恋のCHAPTER A to Z                                      | 立石賢司                     | 立石賢司   | 明石昌夫     | BIRTHDAY EVE INC.    | BEPR-040   |
| 7  | 2011年 12月24日 | 03   | あなたの誕生日に「おめでとう」が言えない                | 立石賢司                     | 立石賢司   | 明石昌夫     | BIRTHDAY EVE INC.    | BEPR-040   |
| 8  | 2012年 3月14日  | 01   | サヨナラパスポート （※2）                               | 立石賢司                     | 立石賢司   | 明石昌夫     | BIRTHDAY EVE INC.    | BEPR‐042   |
| 8  | 2012年 3月14日  | 02   | ハローミスターダーリン                                  | 立石賢司                     | 立石賢司   | 明石昌夫     | BIRTHDAY EVE INC.    | BEPR‐042   |
| 8  | 2012年 3月14日  | 03   | 桜の咲く頃                                              | 立石賢司                     | 立石賢司   | 明石昌夫     | BIRTHDAY EVE INC.    | BEPR‐042   |
| 9  | 2012年 6月13日  | 01   | 就職戦線異常あり〜夢と希望と現実と〜                    | 立石賢司                     | 立石賢司   | 明石昌夫     | BIRTHDAY EVE INC.    | BEPR-054   |
| 9  | 2012年 6月13日  | 02   | 仕事と結婚と私 (2012 ver.)                              | 宮崎奈穂子 立石賢司          | 立石賢司   | 明石昌夫     | BIRTHDAY EVE INC.    | BEPR-054   |
| 9  | 2012年 6月13日  | 03   | あなたに会いに行かなくちゃ (2012 ver.)                  | 宮崎奈穂子 立石賢司          | 立石賢司   | 益田トッシュ | BIRTHDAY EVE INC.    | BEPR-054   |
| 10 | 2012年 12月25日 | 01   | Passion Mission Action〜SAORIのように〜                 | 宮崎奈穂子                   | 宮崎奈穂子 |              | BIRTHDAY EVE INC.    | BEPR-077   |
| 10 | 2012年 12月25日 | 02   | Passion Mission Action〜あなたのように〜                | 宮崎奈穂子                   | 宮崎奈穂子 |              | BIRTHDAY EVE INC.    | BEPR-077   |
| 10 | 2012年 12月25日 | 03   | 夢に歌えば                                              | 宮崎奈穂子                   | 宮崎奈穂子 |              | BIRTHDAY EVE INC.    | BEPR-077   |
| 11 | 2012年 12月26日 | 01   | 世界一大きな絵（※3）                                    | 宮崎奈穂子                   | 宮崎奈穂子 |              | BIRTHDAY EVE INC.    | BEPR-078   |
| 12 | 2013年 1月20日  | 01   | すべては未来のために                                    | 宮崎奈穂子                   | 宮崎奈穂子 |              | BIRTHDAY EVE INC.    | BEPR-082   |
| 13 | 2013年 1月20日  | 01   | Dream Rush                                              | 宮崎奈穂子                   | 宮崎奈穂子 |              | BIRTHDAY EVE INC.    | BEPR-083   |
| 14 | 2015年 1月28日  | 01   | あのとき                                                | 宮崎奈穂子                   | 犬飼伸二   | 成瀬篤志     | アイエス・フィールド | ISFD-15127 |

補足
- （※1）：PS2ゲームソフト「カヌチ 白き翼の章」挿入歌[116]

- （※2）：テレビ東京系列テレビ番組『開運!なんでも鑑定団』エンディングテーマ

- （※3）：NPO法人「アース・アイデンティティ・プロジェクト」主催のプロジェクト「世界一大きな絵2016」のテーマソング[117][118]

### アルバム
1st-10thアルバムはBirthday Eveより発売。11th-12thアルバムはAKATSUKI Labelより発売。13th,15thアルバムはNAHOKO LABELより発売。
14thアルバムはVictor Entertainmentより発売。
| 1st  | 『あなたにいいことありますように…』 (2010年5月16日、BEPR-006) 1. 優しい青〜2010ver.〜 - 作詞作曲: 宮崎奈穂子 2. 未来人feat.水谷学司 - 作詞: 宮崎奈穂子、水谷学司、立石賢司 / 作曲: 立石賢司 3. がんばれっ!ニッポンの女の子! - 作詞作曲: 宮崎奈穂子 4. ステラ - 作詞作曲: 宮崎奈穂子 5. ぼくはカタツムリ - 作詞作曲: 宮崎奈穂子 6. さよならしなきゃ - 作詞作曲: 宮崎奈穂子 7. ３つの星〜「カヌチ 白き翼の章」挿入歌〜 - 作詞作曲: 宮崎奈穂子 8. ぴっかぴか - 作詞作曲: 宮崎奈穂子 9. 私の中の私 - 作詞: 宮崎奈穂子、立石賢司 / 作曲: 立石賢司 10. 息を吸うように - 作詞作曲: 宮崎奈穂子 11. 仕事と結婚と私 - 作詞: 宮崎奈穂子、立石賢司 / 作曲: 立石賢司 12. おやすみなさい。〜2010ver.〜 - 作詞作曲: 宮崎奈穂子 13. 電車のつり革 - 作詞作曲: 宮崎奈穂子 14. Hand Hug〜2010ver.〜 - 作詞作曲: 宮崎奈穂子 - 編曲: 立石賢司＆橋詰直弥＆森慎之介＆毛利部幸祐＆宮里豊 - レコーディング: 立石賢司＆橋詰直弥 - スペシャルサンクス: 明石昌夫 |
| 2nd  | 『Acoustic 1』 (2010年7月11日、BEPR-014) 1. ぴっかぴか - 作詞作曲: 宮崎奈穂子 2. ステラ - 作詞作曲: 宮崎奈穂子 3. 息を吸うように - 作詞作曲: 宮崎奈穂子 4. さよならしなきゃ - 作詞作曲: 宮崎奈穂子 5. 路地裏 - 作詞作曲: 宮崎奈穂子 6. オレンジ - 作詞作曲: 宮崎奈穂子 7. たんぽぽ - 作詞作曲: 宮崎奈穂子 8. Hand Hug - 作詞作曲: 宮崎奈穂子 9. 私の中の私 - 作詞: 宮崎奈穂子・立石賢司 / 作曲: 立石賢司 10. 未来人 - 作詞: 宮崎奈穂子＆水谷学司＆立石賢司 / 作曲: 立石賢司 11. おやすみなさい。 - 作詞作曲: 宮崎奈穂子 12. 仕事と結婚と私 - 作詞: 宮崎奈穂子＆立石賢司 / 作曲: 立石賢司 13. 優しい青 - 作詞作曲: 宮崎奈穂子 - 編曲: 立石賢司＆橋詰直弥＆毛利部幸祐 - レコーディング: 立石賢司＆橋詰直弥 - スペシャルサンクス: 明石昌夫 |
| 3rd  | 『Acoustic 2 〜Love songs〜』 (2011年5月29日、BEPR-030) 1. カサブランカ - 作詞作曲: 立石賢司 2. サヨナラ - 作詞: 伊吹唯＆立石賢司 / 作曲: 伊吹唯 3. 小さな恋 - 作詞作曲: 立石賢司 4. 悲しみよこんにちは - 作詞: 宮崎奈穂子＆立石賢司 / 作曲: 立石賢司 5. 春が来た - 作詞: 宮崎奈穂子＆立石賢司 / 作曲: 立石賢司 6. 今夜の風に乗って - 作詞作曲: 宮崎奈穂子 7. 恋文 - 作詞作曲: 立石賢司 8. 沈黙の夜 - 作詞作曲: 宮崎奈穂子 9. あなたと - 作詞作曲: 宮崎奈穂子 10. ねぇ… - 作詞作曲: 立石賢司 11. ３つの星 - 作詞作曲: 宮崎奈穂子 12. あなたに会いに行かなくちゃ - 作詞: 宮崎奈穂子＆立石賢司 / 作曲: 立石賢司 13. カンバン娘とあなたが私を呼んでくれるなら - 作詞作曲: 立石賢司 飲食情報サイト「カンバン娘」テーマソング 14. ジャンケンポイ - 作詞: 宮崎奈穂子＆立石賢司 / 作曲: 立石賢司 15. 二人はずっと素敵な恋をしていました - 作詞: 伊吹唯＆立石賢司 / 作曲: 立石賢司 - 編曲: 立石賢司＆有木竜郎 - レコーディング: 橋詰直弥 - スペシャルサンクス: 明石昌夫 |
| 4th  | 『My Way〜就職は武道館で〜』 (2012年8月7日、BEPR-060) 1. My Way - 作詞作曲: 立石賢司 / 編曲: 立石賢司 2. 就職戦線異常あり〜夢と希望と現実と〜 - 作詞作曲: 立石賢司 / 編曲: 明石昌夫 3. 夢グライダー - 作詞: 宮崎奈穂子 / 作曲: 立石賢司 / 編曲: 立石賢司 4. ぼくはカタツムリ（就活 ver.） - 作詞作曲: 宮崎奈穂子 / 編曲: kanki 5. レゾン・デートル - 作詞作曲: 立石賢司 / 編曲: 立石賢司 6. 仕事と結婚と私（2012 ver.） - 作詞: 宮崎奈穂子＆立石賢司 / 作曲: 立石賢司 / 編曲: 明石昌夫 7. 23:30の駅前 - 作詞作曲: 宮崎奈穂子 / 編曲: 茂古沼良馬＆白須賀悟 8. 台詞のないドラマ - 作詞作曲: 宮崎奈穂子 / 編曲: kanki 9. イメージの詩 - 作詞作曲: 立石賢司 / 編曲: 立石賢司 10. 私の中の私 （2012 ver.） - 作詞: 宮崎奈穂子＆立石賢司 / 作曲: 立石賢司 / 編曲: 立石賢司＆茂古沼良馬 11. Stand By You〜「嫌われ者のラス」主題歌〜 - 作詞作曲: 立石賢司 / 編曲: 立石賢司 短編アニメーション映画「嫌われ者のラス」主題歌 12. 路上から武道館へ - 作詞: 宮崎奈穂子 / 作曲: 立石賢司 / 編曲: 立石賢司＆有木竜郎 「こどもサミット」応援ソング 「就トモCafe」テーマソング 「Laise Project」テーマソング |
| 5th  | 『路上から武道館へ〜Birthday Eve〜』 (2012年11月2日、BEPR-068) 1. Birthday Eve - 作詞作曲: 宮崎奈穂子 / 編曲: 明石昌夫 日本武道館公演のフィナーレで観客と合唱した合唱曲。 2. だから命にありがとう - 作詞作曲: 宮崎奈穂子 / 編曲: 鎌田祥太郎 3. 私絶対泣かない - 作詞作曲: 宮崎奈穂子 / 編曲: 鎌田祥太郎 4. ハッピーマイレージ〜「ハッピーマイレージ」テーマソング〜 - 作詞作曲: 立石賢司 / 編曲: 立石賢司 「ハッピーマイレージ」テーマソング 5. 壁と僕 - 作詞作曲: 宮崎奈穂子 / 編曲: 山本耕平 6. 手を放そう - 作詞作曲: 宮崎奈穂子 / 編曲: 山本耕平 7. 「ほんとにそれでいいんですか？」 - 作詞作曲: 宮崎奈穂子 / 編曲: 鎌田祥太郎 8. ナチュラル - 作詞作曲: 宮崎奈穂子 / 編曲: 池上幸太郎 9. 優しい青（2012 ver.） - 作詞作曲: 宮崎奈穂子 / 編曲: 西塚真吾 10. 5分だけ泣いて帰ろう - 作詞作曲: 宮崎奈穂子 / 編曲: 山本耕平 11. 夢のレシピ - 作詞作曲: 宮崎奈穂子 / 編曲: 池上幸太郎 12. 路上から武道館へ2 - 作詞: 宮崎奈穂子 / 作曲: 立石賢司 / 編曲: 山本耕平＆明石昌夫 4thアルバム収録の『路上から武道館へ』に歌詞を追加してバンドアレンジにしたロングバージョン。 |
| 6th  | 『歌・こよみ365 早春編Album〜夢に歌えば〜』 (2013年3月9日、BEPR-090) 1. わかってるんだけど - 作詞作曲: 宮崎奈穂子 2. Passion Mission Action〜SAORIのように〜 - 作詞作曲: 宮崎奈穂子 国民栄誉賞受賞の吉田沙保里に贈る歌。 3. すべては未来のために - 作詞作曲: 宮崎奈穂子 4. 生まれてくれてありがとう - 作詞作曲: 宮崎奈穂子 5. 世界一大きな絵 - 作詞作曲: 宮崎奈穂子 Earth Identity Project 『世界一大きな絵』 テーマソング 6. Dream Rush - 作詞作曲: 立石賢司 7. 信じてごらん - 作詞作曲: 宮崎奈穂子 ワタミグループ創業者 渡邉美樹に贈る歌。 8. 夢の続き - 作詞作曲: 宮崎奈穂子 スポーツクラブNAS株式会社 柴山良成社長に贈る歌。 9. 家族のように - 作詞: 宮崎奈穂子 / 作曲:さとなか唯 先輩アーティスト さとなか唯（現：伊吹唯）に贈る歌。 10. 夢に歌えば - 作詞作曲: 宮崎奈穂子 「歌・こよみ365」テーマソング。 |
| 7th  | 『歌・こよみ365 春編Album〜夢に歌えば〜』 (2013年4月27日、BEPR-092) 1. がんばる勇気 - 作詞作曲: 宮崎奈穂子 NHKラジオ第1放送「wktkラヂオ学園」への出演で出会った女性リスナーに贈る歌。 2. ACTION〜あなたが背中を押してくれたから〜 - 作詞作曲: 宮崎奈穂子 3. Love From Mama - 作詞作曲: 宮崎奈穂子 4. ピームーシー - 作詞作曲: 宮崎奈穂子 5. ずっと ずっと〜Wedding Song〜 - 作詞作曲: 宮崎奈穂子 6. お父さんとお母さんへ〜Wedding Song〜 - 作詞作曲: 宮崎奈穂子 7. 愛が支えるウエディング〜Wedding Song〜 - 作詞作曲: 宮崎奈穂子 8. きゃべつ畑 - 作詞作曲: 宮崎奈穂子 9. 人の本当のあたたかさ - 作詞: 宮崎奈穂子 / 作曲:Kado Jun 先輩アーティスト Kado Junに贈る歌。 10. 生きる力 - 作詞作曲: 宮崎奈穂子 日産自動車 GT-Rプロジェクトチームに贈る歌。 11. 夢に歌えば - 作詞作曲: 宮崎奈穂子 「歌・こよみ365」テーマソング。 |
| 8th  | 『歌・こよみ365 Women〜夢に歌えば〜』 (2013年6月12日、BEPR-095) 1. まっすぐ行こう - 作詞作曲: 宮崎奈穂子 / 編曲: 吉村隆行 ゲーム『なほ子のポケットチャレンジャー〜路上から武道館へ〜』テーマソング 2. ネガティブ?ポジティブ? - 作詞作曲: 宮崎奈穂子 / 編曲: 吉村隆行 3. 手 - 作詞作曲: 宮崎奈穂子 路上ライブで出会ってくれたすべての人に贈る歌。 4. 最寄り駅から家までの距離 - 作詞作曲: 宮崎奈穂子 / 編曲: 吉村隆行 5. それでも私は前を向く - 作詞作曲: 宮崎奈穂子 / 編曲: 吉村隆行 6. 逆上がり - 作詞作曲: 宮崎奈穂子 7. あなたはまるでマイナスイオン - 作詞作曲: 宮崎奈穂子 8. 幸せメイカー - 作詞作曲: 宮崎奈穂子 9. 大丈夫だよ - 作詞作曲: 宮崎奈穂子 10. 涙の水たまり - 作詞作曲: 宮崎奈穂子 / 編曲: 吉村隆行 11. 夢に歌えば - 作詞作曲: 宮崎奈穂子 「歌・こよみ365」テーマソング。 - No.1,3,11の曲を除き、女性ファンに贈る歌を集めたコンセプトのアルバム。 |
| 9th  | 『歌・こよみ365 Real intention〜夢に歌えば〜』 (2013年8月21日、BEPR-098) 1. 生きる力Part2 - 作詞作曲: 宮崎奈穂子 / 編曲: 吉村隆行 水野和敏が主宰する「生きる力プロジェクト」に贈る歌。 2. 見上げた空 - 作詞作曲: 宮崎奈穂子 / 編曲: 加賀谷翔太 3. この手で描いた線 - 作詞作曲: 宮崎奈穂子 / 編曲: 吉村隆行 銅版画家の小松美羽に贈る歌。 4. お母さん - 作詞作曲: 宮崎奈穂子 / 編曲: 吉村隆行 5. まあるい気持ち - 作詞作曲: 宮崎奈穂子 / 編曲: 加賀谷翔太 6. かげぼうし - 作詞作曲: 宮崎奈穂子 / 編曲: 茂古沼良馬 7. がんばらない日 - 作詞作曲: 宮崎奈穂子 / 編曲: 茂古沼良馬 8. 手紙 - 作詞作曲: 宮崎奈穂子 / 編曲: 吉村隆行 名古屋の路上ライブで手紙をくれた、ある女性ファンに贈る歌。 9. この瞬間を - 作詞作曲: 宮崎奈穂子 / 編曲: 吉村隆行 写真家の山岸伸に贈る歌。 10. 大人ダカラ - 作詞作曲: 宮崎奈穂子 / 編曲: 吉村隆行 11. 夢に歌えば - 作詞作曲: 宮崎奈穂子 / 編曲: 吉村隆行 「歌・こよみ365」テーマソング。 |
| 10th | 『歌・こよみ365 秋編Album〜夢に歌えば〜』 (2013年11月23日、BEPR-105) 1. ななつの星に願いを込めて - 作詞作曲: 宮崎奈穂子 / 編曲: 吉村隆行 北海道米応援の歌 2. 一歩前へ - 作詞作曲: 宮崎奈穂子 / 編曲: kanki 3. まほろ横丁 - 作詞作曲: 宮崎奈穂子 / 編曲: 茂古沼良馬 4. そんなあなたの存在が - 作詞作曲: 宮崎奈穂子 / 編曲: 小川浩平 5. お腹の中の赤ちゃんへ - 作詞作曲: 宮崎奈穂子 / 編曲: 森慎之介 6. あなたと出会えたこの地球 - 作詞作曲: 宮崎奈穂子 / 編曲: kanki 7. 言葉の力 - 作詞作曲: 宮崎奈穂子 / 編曲: 橋詰直弥 8. 心のビタミン - 作詞作曲: 宮崎奈穂子 / 編曲: 白須賀悟 9. 人生は冒険ゲーム - 作詞作曲: 宮崎奈穂子 / 編曲: 加賀谷翔太 10. RIE〜笑って〜 - 作詞作曲: 宮崎奈穂子 / 編曲: 小川浩平 11. 夢に歌えば - 作詞作曲: 宮崎奈穂子 / 編曲: 吉村隆行 「歌・こよみ365」テーマソング。 |
| 11th | 『Loves』 (2014年12月24日、AK-0042) 1. ねぇ… - 作詞: 立石賢司 / 作曲: 立石賢司 / 編曲: 立石賢司,有木竜郎,毛利部幸祐 2. ぴっかぴか - 作詞: 宮崎奈穂子 / 作曲: 宮崎奈穂子 / 編曲: 立石賢司,毛利部幸祐 3. あなたに会いに行かなくちゃ - 作詞: 宮崎奈穂子,立石賢司 / 作曲: 立石賢司 / 編曲: 立石賢司,橋詰直弥 4. さよならしなきゃ - 作詞: 宮崎奈穂子 / 作曲: 宮崎奈穂子 / 編曲: 森慎之介 5. あなたの誕生日に「おめでとう」が言えない - 作詞: 立石賢司 / 作曲: 立石賢司 / 編曲: 明石昌夫 6. オレンジ - 作詞: 宮崎奈穂子 / 作曲: 立石賢司 / 編曲: 立石賢司,森慎之介 7. Hand Hug - 作詞: 宮崎奈穂子 / 作曲: 立石賢司 / 編曲: 立石賢司,森慎之介 8. 沈黙の夜 - 作詞: 宮崎奈穂子 / 作曲: 立石賢司 / 編曲: 宮里豊 9. 今夜の風に乗って - 作詞: 宮崎奈穂子 / 作曲: 立石賢司 / 編曲: 立石賢司,森慎之介 |
| 12th | 『Dreams』 (2014年12月24日、AK-0041) 1. 優しい青 - 作詞: 宮崎奈穂子 / 作曲: 宮崎奈穂子 / 編曲: 宮里豊,森慎之介 2. 路上から武道館へ - 作詞: 宮崎奈穂子 / 作曲: 立石賢司 / 編曲: 立石賢司,有木竜郎 3. おやすみなさい。 - 作詞: 宮崎奈穂子 / 作曲: 宮崎奈穂子 / 編曲: 森慎之介 4. がんばれっ!ニッポンの女の子っ! - 作詞: 宮崎奈穂子 / 作曲: 宮崎奈穂子 / 編曲: 森慎之介 5. My Way - 作詞: 立石賢司 / 作曲: 立石賢司 / 編曲: 立石賢司 6. 私の中の私 - 作詞: 宮崎奈穂子,立石賢司 / 作曲: 立石賢司 / 編曲: 立石賢司,茂古沼良馬 7. がんばる勇気 - 作詞: 宮崎奈穂子 / 作曲: 宮崎奈穂子 / 編曲: 吉村隆行 8. 生きる力 - 作詞: 宮崎奈穂子 / 作曲: 宮崎奈穂子 / 編曲: 吉村隆行 9. Stand By You〜「嫌われ者のラス」主題歌〜 - 作詞: 立石賢司 / 作曲: 立石賢司 / 編曲: 立石賢司 10. 未来人 - 作詞: 宮崎奈穂子,立石賢司,水谷学司 / 作曲: 立石賢司 / 編曲: 立石賢司,森慎之介 11. Change - 作詞: 宮崎奈穂子 / 作曲: 宮崎奈穂子 / 編曲: 有木竜郎 |
| 13th | 『Milestone』 (2017年4月5日、NAHO-0001) 1. ただいま おかえり - 作詞: 宮崎奈穂子 / 作曲: 宮崎奈穂子 / 編曲: 吉村隆行 2. 私あなたに恋をした《秋山依里主演ショートムービー「スリップ」主題歌》 - 作詞: 宮崎奈穂子 / 作曲: 宮崎奈穂子 / 編曲: 吉村隆行 3. 風（2017 ver.）《TOKYO FM「JOGLIS」公式ソング》 - 作詞: 宮崎奈穂子 / 作曲: 宮崎奈穂子 / 編曲: 吉村隆行 4. 「また明日」 - 作詞: 宮崎奈穂子 / 作曲: 宮崎奈穂子 / 編曲: 吉村隆行 5. あのとき（Album mix）《「劇場版神戸在住」主題歌》 - 作詞: 宮崎奈穂子 / 作曲: 犬飼伸二 / 編曲: 成瀬篤志 6. 優しい青（2016 ver.） - 作詞: 宮崎奈穂子 / 作曲: 宮崎奈穂子 / 編曲: 吉村隆行 7. 信じるんだ - 作詞: 宮崎奈穂子 / 作曲: 宮崎奈穂子 / 編曲: 吉村隆行 8. しあわせの傘 - 作詞: 宮崎奈穂子 / 作曲: 宮崎奈穂子 / 編曲: 吉村隆行 9. いつかの通り道 - 作詞: 宮崎奈穂子 / 作曲: 宮崎奈穂子 / 編曲: 吉村隆行 10. がんばらない日 Part2 - 作詞: 宮崎奈穂子 / 作曲: 宮崎奈穂子 / 編曲: 吉村隆行 11. はじめの一歩 - 作詞: 宮崎奈穂子 / 作曲: 宮崎奈穂子 / 編曲: 吉村隆行 12. 笑って - 作詞: 宮崎奈穂子 / 作曲: 宮崎奈穂子 / 編曲: 吉村隆行 13. またね - 作詞: 宮崎奈穂子 / 作曲: 宮崎奈穂子 / 編曲: 吉村隆行 |
| 14th | 『To the beginning』 (2018年6月20日、VICL-65013) 1. 同じ星 - 作詞: 山本健太郎 / 作曲: 山本健太郎 / 編曲: 中崎英也 2. ふたり乗り - 作詞: 山本健太郎 / 作曲: 山本健太郎 / 編曲: 菅原サトル 3. さよならとはじまり - 作詞: 山本健太郎 / 作曲: 山本健太郎 / 編曲: 中崎英也 4. オレンジ色 - 作詞: 山本健太郎・高砂栄子 / 作曲: 山本健太郎 / 編曲: 菅原サトル 5. 音のない海 - 作詞: 山本健太郎 / 作曲: 山本健太郎 / 編曲: 溝下創 6. スタートライン - 作詞: 山本健太郎 / 作曲: 山本健太郎 / 編曲: 中村太知 7. 空想グライダー - 作詞: 山本健太郎 / 作曲: 山本健太郎 / 編曲: 菅原サトル 8. 光と影のパレット - 作詞: 谷藤律子 / 作曲: 菅原サトル / 編曲: 菅原サトル 9. やわらかな痛み - 作詞: 山本健太郎 / 作曲: 山本健太郎 / 編曲: 多田三洋 10. 同じ星 [Original Demo] - 作詞: 山本健太郎 / 作曲: 山本健太郎 / 編曲: 山本健太郎 11. 音のない海 [Original Demo] - 作詞: 山本健太郎 / 作曲: 山本健太郎 / 編曲: 山本健太郎 12. ふたり乗り [Original Demo] - 作詞: 山本健太郎 / 作曲: 山本健太郎 / 編曲: 山本健太郎 13. スタートライン [Original Demo] - 作詞: 山本健太郎 / 作曲: 山本健太郎 / 編曲: 山本健太郎 14. さよならとはじまり [Original Demo] - 作詞: 山本健太郎 / 作曲: 山本健太郎 / 編曲: 山本健太郎 15. オレンジ色 [Original Demo] - 作詞: 山本健太郎 / 作曲: 山本健太郎 / 編曲: 山本健太郎 |
| 15th | 『羊を745匹数える歌』 (2019年10月5日、NAHO-0007) 1. 羊を745匹数える歌：1～96匹 - 作詞・作曲: 宮崎奈穂子 2. 羊を745匹数える歌：97～192匹 - 作詞・作曲: 宮崎奈穂子 3. 羊を745匹数える歌：193～288匹 - 作詞・作曲: 宮崎奈穂子 4. 羊を745匹数える歌：289～384匹 - 作詞・作曲: 宮崎奈穂子 5. 羊を745匹数える歌：385～480匹 - 作詞・作曲: 宮崎奈穂子 6. 羊を745匹数える歌：481～576匹 - 作詞・作曲: 宮崎奈穂子 7. 羊を745匹数える歌：577～672匹 - 作詞・作曲: 宮崎奈穂子 8. 羊を745匹数える歌：673～745匹 - 作詞・作曲: 宮崎奈穂子 |
| 16th | 『Circulation』 (2024年5月11日、NAHO-0010) 1. てくてく - 作詞・作曲: 宮崎奈穂子 / 編曲: 吉村隆行 2. ま、いっか - 作詞・作曲: 宮崎奈穂子 / 編曲: 吉村隆行 3. Home - 作詞・作曲: 宮崎奈穂子 / 編曲: 吉村隆行 4. 灯り - 作詞・作曲: 宮崎奈穂子 / 編曲: 吉村隆行 5. さらり - 作詞・作曲: 宮崎奈穂子 / 編曲: 吉村隆行 6. It's a piece of cake! - 作詞・作曲: 宮崎奈穂子 / 編曲: 吉村隆行 7. have a good cry - 作詞・作曲: 宮崎奈穂子 / 編曲: 吉村隆行 8. あなたのことなど歌わない - 作詞・作曲: 宮崎奈穂子 / 編曲: 吉村隆行 9. この恋が終わる日 - 作詞・作曲: 宮崎奈穂子 / 編曲: 吉村隆行 10. 無題 - 作詞・作曲: 宮崎奈穂子 / 編曲: 吉村隆行 11. chat - 作詞・作曲: 宮崎奈穂子 / 編曲: 吉村隆行 |

### ミニアルバム
1stミニアルバムはBirthday Eveより発売。2ndミニアルバムはAKATSUKI Labelより発売。
| 1st | 『 ひげおじさんのパスタに会いに行こう〜ローソン「パスタ屋」ブランドソング〜 』 (2011年 4月16日 、BEPR-027) [ 139 ] ひげおじさんのパスタに会いに行こう 〜ローソン「パスタ屋」ブランドソング〜 作詞・作曲: 立石賢司 、編曲： 有木竜郎 ローソン パスタブランド「パスタ屋」ブランドソング [ 23 ] [ 51 ] カンバン娘とあなたが私を呼んでくれるなら 〜「カンバン娘」テーマソング〜 作詞作曲: 立石賢司 飲食情報サイト「 カンバン娘 」テーマソング [ 121 ] カルガモ親子でぴっかぴか 〜「カルガモプロジェクト」テーマソング〜 作詞作曲: 宮崎奈穂子 / ゲストヴォーカル: 大塚れな 港区「 カルガモプロジェクト 」テーマソング ねぇ…〜2011ver.〜 作詞作曲: 立石賢司 ライジングサン 〜Tribute to 株式会社ライジングサン〜 作詞: 宮崎奈穂子、立石賢司 / 作曲: 立石賢司 春が来た 作詞: 宮崎奈穂子、立石賢司 / 作曲: 立石賢司 悲しみよこんにちは 作詞: 宮崎奈穂子、立石賢司 / 作曲: 立石賢司 もしかして… 作詞作曲: 水谷学司 編曲: 立石賢司＆有木竜郎＆毛利部幸祐 レコーディング: 橋詰直弥 スペシャルサンクス: 明石昌夫 |
| 2nd | 『なりたい自分になるまで』 (2014年7月2日、AK-0035) 1. なりたい自分になるまで - 作詞作曲: 宮崎奈穂子 / 編曲: 吉村隆行 2014年7月『文化放送プラスチューン』選出曲。 2. このまま、まっすぐ - 作詞作曲: 宮崎奈穂子 / 編曲: 吉村隆行 3. 私は、私。 - 作詞作曲: 宮崎奈穂子 / 編曲: 森慎之介 4. ふんわりふんわり - 作詞作曲: 宮崎奈穂子 / 編曲: 吉村隆行 5. 夜 - 作詞作曲: 宮崎奈穂子 / 編曲: K. |

### 映像作品
| No. | 発売日        | タイトル                                             | 規格品番 | 販売形態 | 収録曲                                                                                        | レーベル          |
| --- | ------------- | ---------------------------------------------------- | -------- | -------- | --------------------------------------------------------------------------------------------- | ----------------- |
| 1   | 2013年2月15日 | 2012.11.02日本武道館 宮崎奈穂子Birthday EveライブDVD | BEDV-002 | DVD      | BirthdayEve 公式Youtubeチャンネル 『2012.11.02日本武道館宮崎奈穂子Birthday EveライブDVD』参照 | BIRTHDAY EVE INC. |

### その他
| No. | 発売日        | タイトル                   | 規格品番 | 販売形態 | 収録内容 | レーベル       |
| --- | ------------- | -------------------------- | -------- | -------- | --- | -------------- |
| 1   | 2014年11月5日 | 宮崎奈穂子の言葉ドロップス | AK-0036  | CD+DVD   | CD：2014年7月~9月の3カ月間にわたり文化放送で放送されたレギュラー番組「言葉ドロップス」の全13回の音源と「番外編」の音源を収録。 DVD：スタジオ収録風景と、2014年9月の東京公演「宮崎奈穂子 秋ツアー NatuRaL~このまま、まっすぐ。~」での「言葉ドロップス☆番外編」の映像を収録 | AKATSUKI label |

### 提供曲
| 発売時期     | 曲名        | 提供先アーティスト | 収録CD                          | レーベル     |
| ------------ | ----------- | ------------------ | ------------------------------- | ------------ |
| 2014年4月9日 | 好き…好き。 | Tokyo Cheer② Party | 進め！フレッシュマン（タイプC） | VERSIONMUSIC |

### タイアップ一覧
- 2008年、『3つの星』：PS2ゲームソフト「カヌチ 白き翼の章」の挿入歌[116]
- 2010年９月～2011年１月、『ぴっかぴか』～『カンバン娘とあなたが私を呼んでくれるなら』：４か月に渡り、コンビニエンスストアのローソンの店内放送として自身の楽曲が５曲採用された[6]。
- 2011年３月、『ひげおじさんのパスタに会いに行こう』：コンビニエンスストアのローソンのパスタブランドのテーマソングを歌唱[8]。
- 2012年、『服も思い出も人生も』：白洋舎のイメージソングを制作。[9]
- 2012年4月～6月、『サヨナラパスポート』：テレビ東京系「開運!なんでも鑑定団」のエンディングテーマに自身の楽曲が採用される。[7]
- 2012年12月、『世界一大きな絵』：「NPO法人「アース・アイデンティティ・プロジェクト」主催のプロジェクト「世界一大きな絵2016」のテーマソング[117][118]
- 2013年9月、『ななつの星に願いを込めて～北海道米応援のうた～』：北海道の稲作生産者への応援歌。「歌・こよみ365」の一環として制作された。[145]
- 2015年1月、『あのとき』：同月公開の阪神・淡路大震災をテーマに描かれてた映画「劇場版神戸在住」の主題歌を担当。[12]
- 2017年、『ペトリコール』：映画「やまない雨はない」の主題歌を担当。[13][14]
- 2020年6月、『ぼくらの明日』：「明日教育株式会社」の社歌を制作。[10][11]
- 2025年3月、『またね』：JR赤穂線沿線地域ストーリー動画「「赤穂線で、待っています」の主題歌として起用される。[104][105]

### ラジオ
- 宮崎奈穂子の今夜も同じ月の下で （すまいるエフエム、2009年4月6日 - 2011年7月25日、月曜22:00 - 22:30） メインパーソナリティ
- 宮崎奈穂子の言葉ドロップス（文化放送、2014年7月2日 - 2014年9月24日、水曜25:40 - 25:50頃） 『リッスン? 〜Live 4 Life〜』内[71]
- Joglis（TOKYO FM、2014年10月11日 - 2015年3月12日、土曜07:00-07:30）

## 書籍
- 宮崎奈穂子『路上から武道館へ』中経出版、2012a。ISBN 9784806145417。
- 宮崎奈穂子『路上シンガー宮崎奈穂子 武道館公演への軌跡 〜Birthday Eve〜』梓書院、2012b。ISBN 9784870354715。
- 宮崎奈穂子『拝啓 路上ミュージシャンの宮崎奈穂子です』撮影：山岸伸、八坂悠司、扶桑社、2013年。ISBN 9784594068356。